# (11764) Benbaillaud
(11764) Benbaillaud ist ein Asteroid im Hauptgürtel. Er wurde am 24. September 1960 von dem niederländischen Astronomenehepaar Cornelis Johannes van Houten und Ingrid van Houten-Groeneveld entdeckt. Die Entdeckung geschah im Rahmen des Palomar-Leiden-Surveys, bei dem von Tom Gehrels mit dem 120-cm-Oschin-Schmidt-Teleskop des Palomar-Observatoriums (IAU-Code 675) aufgenommene Feldplatten an der Universität Leiden durchmustert wurden.
Der Asteroid wurde am 26. September 2007 nach dem französischen Astronomen Benjamin Baillaud (1848–1934), benannt, der von 1878 bis 1907 Leiter des Observatoriums von Toulouse und anschließend bis 1926 das Pariser Observatorium war.